# Spindel, Weberschiffchen und Nadel

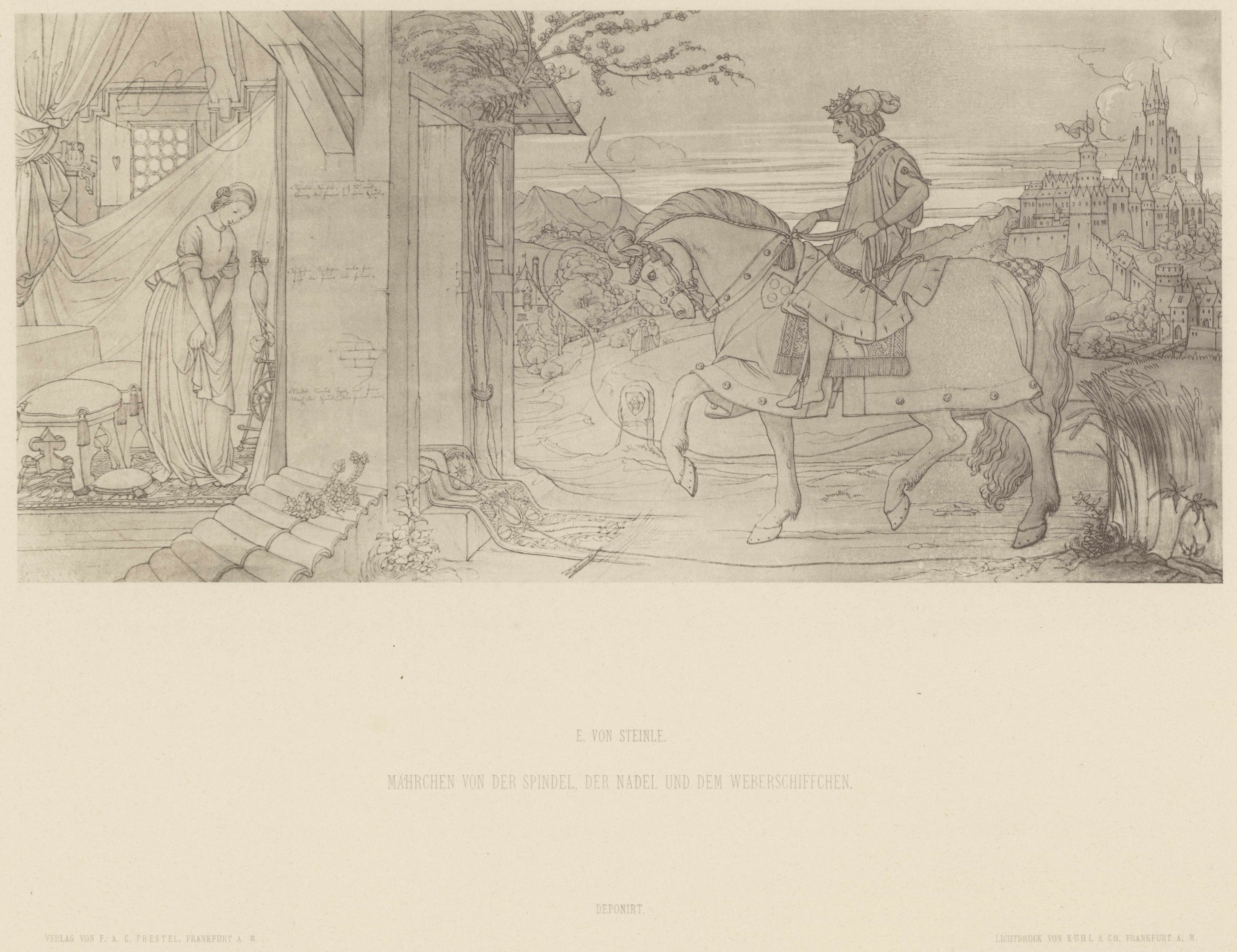
Illustration von Edward von Steinle

Spindel, Weberschiffchen und Nadel ist ein Märchen (ATU 585). Es steht in den Kinder- und Hausmärchen der Brüder Grimm ab der 5. Auflage von 1843 an Stelle 188 (KHM 188) und basiert auf Ludwig Aurbachers Die Pathengeschenke in seinem Büchlein für die Jugend von 1834.

## Inhalt

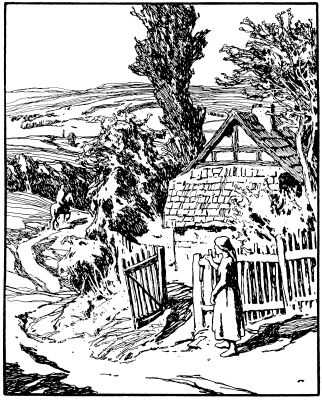
Illustration von Otto Ubbelohde, 1909

Ein Waisenmädchen wird von einer Spinnerin fromm erzogen. Nach deren Tod lebt sie allein und gibt anderen, was sie übrighat. Ein freiender Prinz kommt, sich die Reichste und die Ärmste anzuschauen, weil er keine arme nehmen soll und keine reiche will. Die Reiche sieht er nur kurz an und reitet weiter. Das Waisenmädchen, als er zum Fenster hereinschaut, wird rot, aber spinnt weiter, bis er fort ist. Ihr ist heiß. Sie spinnt weiter und singt „Spindel, Spindel, geh du aus, bring den Freier in mein Haus.“ Da springt die Spindel weg und rollt zum Prinz, der ihr folgt. Das Mädchen webt und singt „Schiffchen, Schiffchen, webe fein, führ den Freier mir herein.“ Das Schiffchen springt vor die Tür und webt einen kostbaren Teppich. Das Mädchen näht und singt „Nadel, Nadel, spitz und fein, mach das Haus dem Freier rein.“ Die Nadel springt ihr weg und überzieht den Raum mit prächtigem Tuch. Als der Prinz kommt, reicht sie ihm nur die Hand und wird seine Braut.

## Herkunft

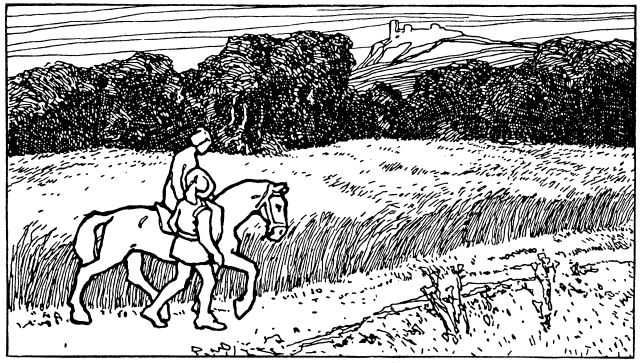
Illustration von Otto Ubbelohde, 1909

Die Pathengeschenke steht bei Aurbacher direkt vor der düsteren Waisengeschichte, die KHM 185 Der arme Junge im Grab zugrunde liegt. Grimms Anmerkung bemerkt, dass Spindel, Weberschiffchen und Nadel Geräte sind, womit die Fleißigen zu schaffen haben, und die sich nun dem Mädchen dankbar erweisen. Diese märchenhafte Schutzfunktion arbeitete Wilhelm Grimm heraus, indem die Patin sagt: „Liebe Tochter, ich fühle, daß mein Ende herannaht, ich hinterlasse dir das Häuschen, darin bist du vor Wind und Wetter geschützt, dazu Spindel, Weberschiffchen und Nadel, damit kannst du dir dein Brot verdienen“ (Vorlage: Sieh, liebe Tochter, ich hinterlasse dir außer diesem leeren Häuschen nichts, als Spindel, Spule und Nadel). Er beschreibt die leitende Spindel etwas eleganter, wie einen Ariadnefaden, und gestaltet den Teppich passend mit Rosen und Lilien, Hirschen und Rehen etc. (Vorlage: Gold und Silber). Das Mädchen im einfachen Kleid glüht vor dem Prinzen wie eine Rose im Busch (Vorlage: Rosen und Lilien im Antlitz). Handlungsrelevante Änderungen nahm er kaum vor, obwohl er jeden Satz neuschrieb. Spindel, Weberschiffchen und Nadel wurden in der Schatzkammer verwahrt und in großen Ehren gehalten, dafür entfiel Aurbachs Schluss, dass nur die Nadel erhalten blieb und seitdem Prinzessinnen Nadelgeld erhalten. Die Verse lauten im Original: Spindel fein, Spindel schon, / Begrüße mir den Königssohn.; Spule fein, Spule schon, / Geleite mir den Königssohn.; Nadel fein, Nadel schon, / Empfande mir den Königssohn. Hans-Jörg Uther schätzt, dass Aurbacher das Märchen wohl erfand, um für religiös motivierte Besserung im Umgang mit Waisen zu werben. Literarische Vorläufer oder Nachwirkungen gibt es nicht.